# Gouvernement Augustów
Het gouvernement Augustów (Pools: Gubernia augustowska, Litouws: Augustavo gubernija) was een gouvernement (goebernija) binnen Congres-Polen.
Het ontstond in 1837 uit het woiwodschap Augustow en het gouvernement had dezelfde grenzen en dezelfde hoofdstad als het woiwodschap, te weten Suwałki. In 1867 werd het grondgebied van het gouvernement Augustów samen met dat van het gouvernement Płock verdeeld in een kleiner gouvernement Płock, gouvernement Suwałki en het gouvernement Łomża.